# Acanthocreagris granulata robusta
Acanthocreagris granulata robusta es una subespecie de arácnido del orden Pseudoscorpionida de la familia Neobisiidae.

## Distribución geográfica
Se encuentra en España.